# Homopus solus
Homopus solus es una especie de tortuga criptodira de la familia Testudinidae. Es endémica del sur de Namibia.

## Estatus taxonómico
Anteriormente clasificada como Homopus bergeri, fue necesaria una reclasificación tras descubrirse que el holotipo asignado a este género era en realidad de un ejemplar de Psammobates tentorius verroxii

## Conservación
Está amenazada por el tráfico de las carreteras, el sobrepastoreo y la caza furtiva para el comercio de mascotas (las especies del género Homopus generalmente no sobreviven bien en cautividad). Otra amenaza proviene de las especies introducidas, como perros y cerdos domésticos.[cita requerida]